# Monte Belo
Monte Belo è un comune del Brasile nello Stato del Minas Gerais, parte della mesoregione del Sul e Sudoeste de Minas e della microregione di São Sebastião do Paraíso.